# Armageddon (roman)
Pour les articles homonymes, voir Armageddon (homonymie).
Armageddon (titre original : Armaggedon: a Novel of Berlin) est un roman de Leon Uris paru en 1963. Traduit en français, il est publié par les éditions Robert Laffont en 1965.
Ce roman traite de Berlin et de l'Allemagne après la Seconde Guerre mondiale.